# Zhang Xun (dinastia Tang)
Zhang Xun (chinês tradicional: 張巡, chinês simplificado: 张巡, pinyin: Zhāng Xún) (709 – 24 de novembro de 757) foi um general da Dinastia Tang chinesa. Ele era conhecido por defender Yongqiu e Suiyang durante a Rebelião An Shi contra os exércitos rebeldes de Yan, e assim, seus apoiadores afirmavam, ele impediu as forças de Yan de atacar e capturar o fértil território Tang ao sul do Rio Huai. No entanto, ele foi severamente criticado por alguns contemporâneos e por alguns historiadores posteriores por falta de humanidade devido ao seu incentivo ao canibalismo durante a Batalha de Suiyang. Outros historiadores o elogiaram por sua grande fidelidade à Dinastia Tang.

## Início de vida
Zhang Xun nasceu em 709, Durante o reinado do Imperador Zhongzong da Dinastia Tang. Ele foi descrito como tendo mais de 1,9 metros de altura e tinha uma aparência imponente. As histórias oficiais Antigo Livro de Tang e Novo Livro de Tang discordaram sobre a localização de onde a família de Zhang era, com o Antigo Livro de Tang indicando que a família era de Prefeitura de Pu (蒲州, aproximadamente a moderna Yuncheng, Shanxi) e o Novo Livro de Tang indicando que a família era da Prefeitura de Deng (鄧州, aproximadamente a moderna Nanyang, Henan). Foi dito que ele era estudioso em estratégias militares em sua juventude e tinha grandes ambições. Também foi dito que ele só se associava com aqueles que considerava cavalheiros, e por isso não era bem conhecido. Ele passou nos exames imperiais tardiamente na era Kaiyuan (713–741) do sobrinho do Imperador Zhongzong, Imperador Xuanzong, e inicialmente serviu na equipe do príncipe herdeiro Li Heng antes de ser nomeado magistrado do Condado de Qinghe (清河, na moderna Xingtai, Hebei). Diz-se que ele serviu capazmente em Qinghe, e enquanto estava lá, prestou muita atenção em ajudar aqueles que precisavam de ajuda. Depois que seu mandato de serviço acabou, ele retornou à capital da Dinastia Tang, Chang'an. Naquela época, os assuntos governamentais eram dominados pelo chanceler Yang Guozhong, e os amigos de Zhang o encorajaram a encontrar Yang para pedir outro cargo. Zhang recusou, afirmando que não era apropriado para um súdito imperial ser bajulador. Mais tarde, ele serviu como magistrado do Condado de Zhenyuan (真原, na moderna Zhoukou, Henan). Foi dito que naquela época, os grandes clãs do condado eram poderosos e traiçoeiros, e um dos funcionários locais de um desses clãs, Hua Nanjin (華南金), era tão dominante no governo do condado que as pessoas frequentemente diziam: "O que sai da boca de Hua Nanjin é tão bom quanto o que vem da mão do governo". Depois que Zhang chegou a Zhenyuan, ele executou Hua por abuso de poder, mas perdoou os associados de Hua, que foram capazes de corrigir seus caminhos. Ele também governou o condado de forma simples, e as pessoas favoreciam sua governança. Seu irmão mais velho, Zhang Xiao (張曉), também era um oficial imperial, e ambos eram conhecidos por seu talento literário.

## Rebelião de Anshi

### Batalha de Yongqiu
Tardiamente em 755, enquanto Zhang Xun ainda servia no Condado de Zhenyuan, o general An Lushan se rebelou no Circuito de Fanyang (范陽, com sede na moderna Pequim) e avançou rapidamente para o sul para capturar a capital oriental Tang Luoyang, onde se autoproclamou imperador de um novo estado de Yan. Um de seus generais, Zhang Tongwu (張通晤), avançou para o leste a partir de Luoyang e levou à submissão de vários oficiais Tang, incluindo o superior de Zhang Xun, Yang Wanshi (楊萬石), o governador do Comando de Qiao (譙郡, aproximadamente moderno Zhoukou). Yang forçou Zhang Xun a se tornar seu secretário-geral e liderar uma delegação para dar as boas-vindas a Zhang Tongwu. No entanto, uma vez que Zhang Xun reuniu a delegação, em vez de seguir as ordens de Yang, ele liderou a delegação até o templo de Laozi — a quem os imperadores Tang consideravam um ancestral e honravam postumamente como Imperador Xuanyuan — e liderou a delegação em um culto emocionado a Laozi, antes de declarar lealdade contínua a Tang e oposição contra Yan. Vários milhares de oficiais e cidadãos comuns o seguiram. Ele selecionou 1.000 homens e os levou para Yongqiu, onde o companheiro resistente de Yan, Jia Bi (賈賁), tinha assumido posição para se defender contra o general Linghu Chao (令狐潮), que se tornara de Tang a Yan. (Yongqiu havia sido o posto avançado de Linghu quando ele se rendeu a Yan, mas uma vez que Linghu deixou a cidade em uma campanha, a cidade se voltou contra Linghu e se submeteu a Jia). Quando Linghu contra-atacou, Jia morreu em batalha, e Zhang passou a comandar sozinho as forças Tang na defesa de Yongqiu. Ele enviou uma carta se submetendo ao general no comando das tropas Tang na região, Li Zhi (李祇) o Príncipe de Wu, e Li Zhi lhe concedeu o título de censor imperial para lhe dar o comando oficial das forças em Yongqiu.

Logo, Linghu retornou com um exército Yan de 40.000 homens, juntamente com outros generais Yan, Li Huaixian, Yang Chaozong (楊朝宗) e Xie Yuantong (謝元同). Zhang Xun dividiu seus 2.000 homens em dois grupos — um grupo de defesa e um grupo de ataque, e enquanto as forças Yan sitiavam a cidade, ele lançou inúmeros contra-ataques surpresa e infligiu perdas às forças Yan. Yongqiu foi sitiada por cerca de 60 dias, mas as forças Yan não conseguiram capturá-la e foram forçadas a se retirar.
Na primavera de 756, Linghu retornou e colocou Yongqiu sob cerco novamente. Durante o cerco desesperado, seis dos oficiais de Zhang argumentaram que deveriam se render, apontando que, naquele momento, o Imperador Xuanzong havia abandonado Chang'an e fugido para a Prefeitura de Yi (益州, aproximadamente a moderna Chengdu, Sichuan). Zhang fingiu concordar e, na manhã seguinte, exibiu um retrato do Imperador Xuanzong e liderou os soldados em reverência a ele, e depois convocou os seis oficiais e os executou. Diz-se que isso afirmou a lealdade que os soldados tinham para com Tang. Com Yongqiu não caindo para ele, Linghu foi novamente forçado a suspender o cerco e se retirar para Chenliu (陳留, na moderna Kaifeng, Henan). Enquanto isso, quando outro general Yan, Li Tingwang (李庭望), tentou passar por Yongqiu e atacar Ningling e Xiangyi (襄邑) (ambas na moderna Shangqiu, Henan), Zhang o atacou e o forçou a interromper o ataque a Ningling e Xiangyi.

No inverno de 756, Linghu, juntamente com Wang Fude (王福德), novamente atacou Yongqiu, mas foi novamente repelido por Zhang. No entanto, Linghu e Li então construíram um novo forte ao norte de Yongqiu para cortar as linhas de abastecimento de Yongqiu. Com várias outras cidades mantidas pelos Tang na região caindo e Yang Chaozong novamente pronto para atacar Ningling, Zhang abandonou Yongqiu e retirou-se para Ningling, encontrando-se com Xu Yuan (許遠), o governador do Comando de Suiyang (睢陽, aproximadamente moderno Shangqiu) em Ningling. Eles repeliram um ataque de Yang, forçando-o a fugir. Zhang foi posteriormente nomeado vice-governador militar (jiedushi) do Circuito de Henan, Li Ju (李巨), o Príncipe de Guo (que havia substituído Li Zhi anteriormente), mas quando ele solicitou ajuda a Li Ju, que estava então em Pengcheng, Li Ju recusou-se a fornecer ajuda material, apenas comissionando os subordinados de Zhang com títulos oficiais.

Neste ponto, An Lushan havia sido assassinado e substituído como imperador de Yan por seu filho An Qingxu. Após An Qingxu ascender ao trono, ele enviou o general Yin Ziqi (尹子奇) para atacar Suiyang (ou seja, a capital do Comando de Suiyang). Xu, que havia retornado a Suiyang naquele momento, buscou ajuda de Zhang. Portanto, Zhang deixou seu oficial Lian Tan (廉坦) encarregado da defesa de Ningling e levou a maioria de suas forças para Suiyang, defendendo a cidade juntos. Eles repeliram o ataque inicial de Yin, mas logo Yin reagrupou e colocou Suiyang sob cerco. Xu, citando o fato de ser um oficial civil e não ser bem versado em assuntos militares, confiou o comando de suas forças conjuntas a Zhang e ficou responsável apenas pela logística, deixando os assuntos militares a cargo de Zhang.

## Batalha de Suiyang

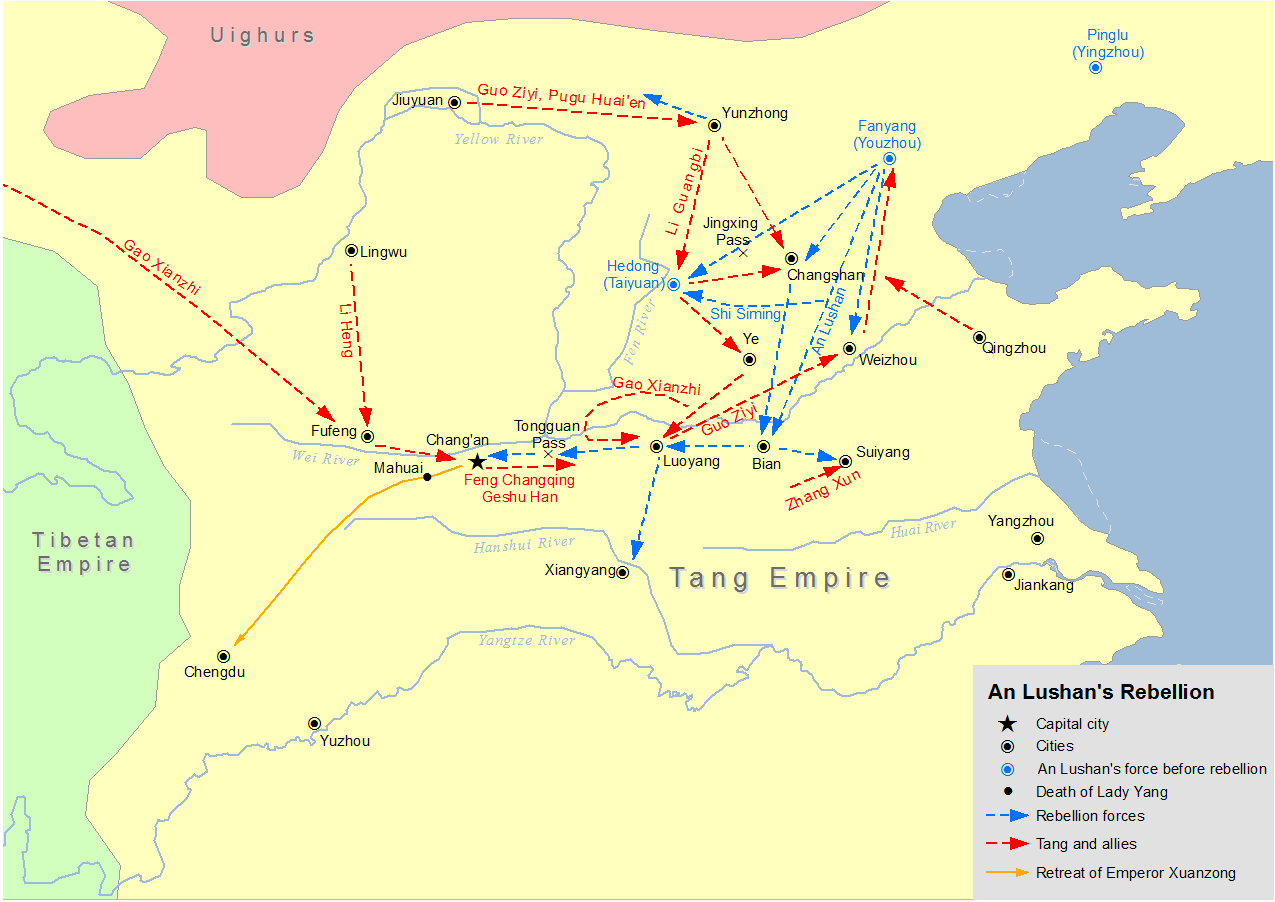
Mapa mostrando a campanha de Zhang Xun em Suiyang durante a Rebelião de An Shi

Yin Ziqi lançou ataques repetidos em Suiyang, sendo repelido a cada vez por Zhang Xun. Enquanto isso, no entanto, os suprimentos alimentares — que Xu Yuan havia inicialmente reunido em grande quantidade em previsão de um cerco, mas que Li Ju havia obrigado Xu a dar parcialmente para outras duas comandancias, Puyang (濮陽, aproximadamente moderna Puyang, Henan) e Jiyin (濟陰, aproximadamente moderna Heze, Shandong) — começaram a se esgotar. Até o verão de 757, Suiyang estava em situação desesperadora, com os soldados forçados a comer uma mistura de arroz, folhas de chá, papel e casca. Muitos sofriam de doenças. Apesar disso, Zhang continuava a repelir ataque após ataque. Ele também dividiu as zonas de defesa com Xu, defendendo o lado nordeste e Xu defendendo o lado sudoeste, ambos passando os dias e as noites com os soldados na defesa da cidade. Ele frequentemente apelava para as tropas Yan, tentando persuadi-las de que a causa Tang era justa, e dizia-se que frequentemente os soldados Yan eram tocados por suas palavras e se rendiam para se juntar às suas tropas.
Zhang fez uma tentativa desesperada de buscar ajuda. Ele entregou ao seu oficial Nan Jiyun (南霽雲) 30 soldados de cavalaria e teve Nan abrir caminho para fora do cerco, para ir até Linhuai (臨淮, na moderna Huai'an, Jiangsu) em busca de ajuda do general Tang Helan Jinming (賀蘭進明), que tinha a maior força Tang na área. No entanto, quando Nan chegou a Linhuai, Helan se recusou a prestar ajuda — acreditando que quando ele chegasse a Suiyang, Suiyang já teria caído e ele teria apenas colocado seu próprio exército em risco. (Relatos históricos também indicavam que Helan estava com ciúmes de Zhang e Xu, e também temia ataques de outro general Tang, Xu Shuji (許叔冀), um aliado do chanceler Fang Guan, para quem Helan era um inimigo político.) Em vez disso, Helan tentou manter Nan em sua equipe, e Nan recusou. Ele seguiu para Ningling e se juntou às forças de Lian Tan e 3.000 homens, e então voltou para Suiyang. No entanto, quando eles voltaram para Suiyang e lutaram para entrar na cidade novamente, sofreram pesadas perdas, e apenas 1.000 tropas sobreviveram para se juntar à guarnição.
Os oficiais de Zhang o instaram a considerar abandonar Suiyang e fugir para o leste. Zhang e Xu discutiram a proposta, mas eventualmente decidiram continuar defendendo a cidade, acreditando que abandonar Suiyang permitiria que as forças Yan atacassem e capturassem a região entre o Rio Huai e o Rio Yangtze, e que, dada a fraqueza de suas tropas, não poderiam escapar do desastre mesmo se abandonassem Suiyang. No entanto, os suprimentos alimentares acabaram, e eles começaram a ter que matar seus cavalos de guerra para se alimentar. Depois que os cavalos acabaram, eles comeram pardais e ratos. Eventualmente, Zhang matou sua amada concubina e permitiu que os soldados comessem seu corpo. Xu então matou seus servos também por comida, seguido pelas mulheres na cidade e depois pelos homens não capazes. Dizia-se que embora todos soubessem que iriam morrer, ninguém resistiu. Eventualmente, apenas 400 pessoas permaneceram na cidade.

### Morte e reconhecimentos póstumos
Em 24 de novembro de 757, as forças Yan escalaram os muros da cidade, e as forças Tang não conseguiram repeli-las. Suiyang caiu assim, e Zhang Xun e Xu Yuan foram capturados. Yin Ziqi admirava Zhang e queria poupar sua vida, mas os subordinados de Yin acreditavam que permitir que Zhang permanecesse vivo poderia potencialmente fomentar uma revolta. Yin, portanto, executou Zhang e 36 oficiais-chave sob seu comando, incluindo Nan Jiyun e Lei Wanchun (雷萬春). Xu deveria ser entregue a Luoyang, mas no caminho para Luoyang, os soldados Yan ouviram que as forças Tang e Huige aliadas, comandadas pelo Príncipe Li Chu (filho do filho do Imperador Xuanzong, Imperador Suzong, que assumira o trono na confusão da Rebelião de Anshi), haviam capturado Luoyang, e eles mataram Xu em Yanshi (偃師, perto de Luoyang).
Após o retorno do Imperador Suzong a Chang'an, ele honrou postumamente um grande número de oficiais que permaneceram fiéis a Tang e morreram lutando contra as forças Yan. No entanto, a questão de homenagear Zhang e Xu se tornou imediatamente controversa devido ao canibalismo que ocorreu em Suiyang. Um amigo de Zhang, Li Han, escreveu uma biografia de Zhang em uma defesa apaixonada de Zhang, argumentando que sem as ações de Zhang, Tang teria perdido a guerra inteiramente. Li Han foi acompanhado em sua opinião por vários outros oficiais, incluindo Li Shu (李紓), Dong Nanshi (董南史), Zhang Jianfeng Fan Huang (樊晃) e Zhu Juchuan (朱巨川). O Imperador Suzong aceitou a defesa de Zhang, e homenageou Zhang, Xu e Nan em particular, bem como os outros oficiais que morreram no cerco. Ele também concedeu grandes recompensas às suas famílias.
Um templo foi construído em Suiyang para homenagear Zhang e Xu, conhecido como Templo Duplo (雙廟, Shuang Miao). O par também às vezes aparece como deuses da porta em templos chineses e taoístas.

## Perspectivas Históricas
Zhang Xun e seus feitos foram muito elogiados por muitos estudiosos posteriores, funcionários do governo e escritores. Por exemplo, o funcionário da Dinastia Song, Wen Tianxiang, que foi ele próprio muito elogiado por sua fidelidade à Song e recusa em se submeter à Dinastia Yuan, listou Zhang em seu Canto da Retidão (Zhengqige, 正氣歌) como uma das pessoas a admirar por sua retidão. No entanto, alguns, incluindo o estudioso da dinastia Qing Wang Fuzhi, o criticaram severamente por não apenas permitir, mas também encorajar o canibalismo, e alguns outros, como o historiador moderno Bo Yang, embora não tão crítico, ainda assim destacaram a natureza lamentável das ações de Zhang.